# Mycetophila penicillata
Mycetophila penicillata är en tvåvingeart som beskrevs av Mitsuhiro Sasakawa 2005. Mycetophila penicillata ingår i släktet Mycetophila och familjen svampmyggor. Inga underarter finns listade i Catalogue of Life.